# Gai Semproni Llong
Gai Semproni Llong (en llatí Caius Sempronius Longus) va ser un magistrat romà del segle ii aC. Era probablement fill de Tiberi Semproni Llong (Tiberius Sempronius Ti. F. C. N. Longus), cònsol l'any 193 aC. Formava part de la gens Semprònia i era de la família dels Llong, d'origen plebeu.
Va ser decemvir sacris faciundis en el lloc del seu pare, quan va morir de pesta l'any 174 aC. L'ofici de decemvir sacris faciundis passava segons sembla de pares a fills. Aquests decemvirs tenien funcions religioses i van sorgir per atendre les reclamacions dels plebeus, que volien tenir presència en l'àmbit de la religió i del ritual. Es triaven cinc decemvirii plebeus i cinc patricis.
No va exercir cap més càrrec important que sigui conegut.